# 青年誓言
青年誓言是由印度尼西亚民族主义者于1928年10月28日在第二届全国青年大会发表的宣言。民族主义者们宣扬的思想是一个祖国、一个民族和一种语言。

## 背景

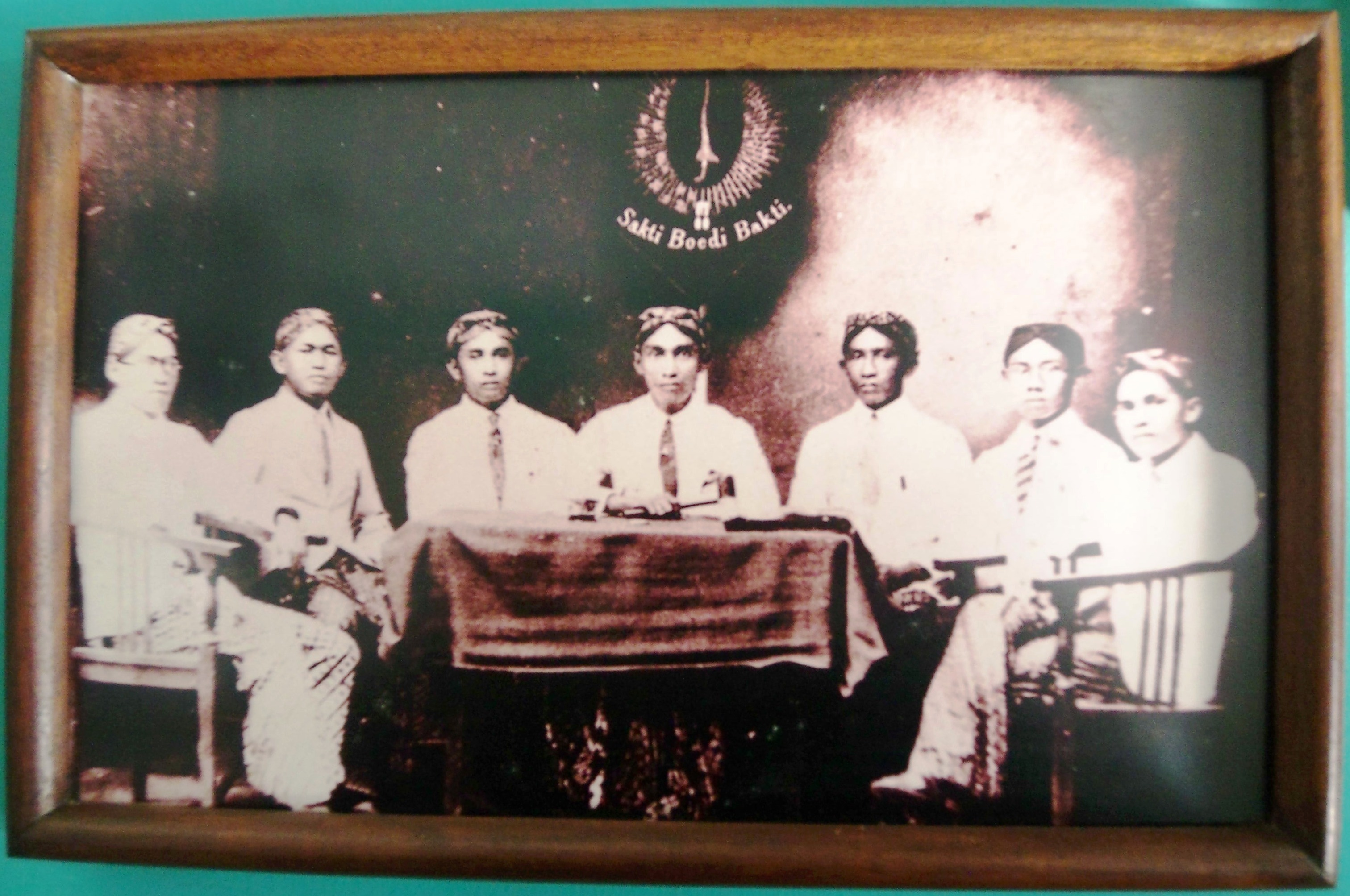
青年爪哇代表团

第一届全国青年大会于1926年在荷属东印度首都巴达维亚召开。会上没有作出任何正式决定，但发展了统一印尼的思想。
在1928年10月，第二届全国青年大会在三个不同的地点举行。在第一次会议上，有人表示希望大会鼓舞团结的思想。第二次会议进行了有关教育问题的讨论。第三次即最后一次会议在kramat raya街106号华裔薛国良（Sie Kok Liong）的居所内进行，与会者听到了后来成为印度尼西亚国歌的《伟大的印度尼西亚》。大会约有700人参加，其中有五名华族，他们分别是：刘泉福(John Law Tjoan hock)、黄凯祥(Oey kay Siang)、Saerun ,Keng Po、周仁贵(Tjio Djien Kwie)和郭添凤(Kwee Thiam Hong)。
大会伴随着青年誓言的阅读声中结束。

## 誓词
印尼原文：

Pertama

Kami poetra dan poetri Indonesia, mengakoe bertoempah darah jang satoe, tanah air Indonesia.

Kedoea

Kami poetra dan poetri Indonesia, mengakoe berbangsa jang satoe, bangsa Indonesia.

Ketiga

Kami poetra dan poetri Indonesia, mendjoendjoeng bahasa persatoean, bahasa Indonesia.

中文译文:

第一

我们印度尼西亚儿女，只承认一个祖国，印度尼西亚。

第二

我们印度尼西亚儿女，只承认一个民族，印度尼西亚民族。

第三

我们印度尼西亚儿女，尊重统一的语言， 印度尼西亚语。